# Џевад Карахасан
Џевад Карахасан (Томиславград, 25. јануар 1953 — Грац, 19. мај 2023) био је југословенски и босанскохерцеговачки књижевник, драматичар, есејиста, романописац.

## Биографија
У родном је граду завршио основно и гимназијско школовање. Дипломирао је на Филозофском факултету у Сарајеву, студији компаративне књижевности и театрологије, а у на Филозофском факултету у Загребу, бранио је докторски рад. Дуги низ година судјеловао је у уређивању сарајевске ревије за културна питања »Одјек«. Рат у БиХ 1992. године затекао га је на мјесту професора, касније декана Академије сценских умјетности у Сарајеву. Пише драме, романе, приповијетке, есеје, историју и критику театра, учествује као драматург или позоришни режисер.
Одлике су Карахасанова дјела модернистичке (могло би се рећи и постмодернистичке) и иновативне приповједачке технике у којима се мијешају жанровске карактеристике, есејизација и драматизација прозе, као и богатство језика. Иако првенствено, по властитом избору и ангажману драмски писац, немогуће је не примијетити да је Карахасан остварио најјаче продоре у наративној и есејистичко-мемоарској прози. Цијењен и успјешан драмски аутор, прије свега у земљама њемачког говорног подручја; овај писац, по мишљењу многих, дијели у том аспекту судбину једнога од својих узора, Мирослава Крлеже: као и Крлежа и босански списатељ је фасциниран позориштем за које је написао већи број признатих драма, но његова најснажнија дјела су ипак, вјероватно, романи и есејистичка мемоаристика.
Ту посебно треба истаћи роман Источни диван, дјело о суфијском мученику и свецу Ал-Халаџу, комплексну студију у којој се преклапају вјерно реконструисани амбијент Багдада у 8. вијеку, рефлексивни пасажи и егзистенцијално-спиритуална драма легендарног мартира, пјесника и афористичког мислиоца. Овдје ваља напоменути да, за разлику од Селимовића у роману Дервиш и смрт, Карахасан добро познаје проблематику суфијског мистицизма. Дневник селидбе је упечатљива мемоарска проза, приказ блокаде Сарајева и функционисања људске заједнице у нељудским околностима, док је кратки роман Сара и Серафина, о двоструком идентитету, сталној присутности смрти и апсурдној погибији у опкољеном граду виртуозно дјело испричано у једном даху до данас недовољно цијењено и оцијењено остварење у којем се преламају документаристички реализам, лично исповиједна нарација и боргесовки иреална атмосфера.
Без сумње један од најснажнијих и најдојмљивијих бoшњачких прозаика, Џевад Карахасан припада категорији расних писаца којима је страна јефтина политизација, књижевно-политички маркетинг и подилажење изванлитерарним трендовима (нпр., ту спада и његов доста оштар суд о умјетничком домету дјела Ива Андрића), што је вјероватно и један од узрока да још увијек није задобио књижевно признање адекватно свом умјетничком квалитету.

## Дјела
- Казалиште и критика. Свјетлост. Сарајево, 1980.
- Краљевске легенде. Проза. Веселин Маслеша. Сарајево, 1980.
- Краљу ипак не свиђа се глума. Драма. Сарајево, 1983;
- Страшно је вани. Драма. Сарајево, 1984.
- О језику и страху. Сарајево, 1987.
- Модел у драматургији. Омладински центар. Загреб, 1988.
- Источни диван. Свјетлост. Сарајево, 1989.
- Мисионари. Двије комедије. Свјетлост. Сарајево, 1989.
- Стидна житија. Роман. Братство-Јединство. Нови Сад, 1989.
- Стид недјељом. Аугуст Цесарец. Загреб, 1991.
- Кућа за уморне. Аугуст Цесарец. Загреб, 1993.
- Дневник селидбе. Дуриекс. Загреб, 1993.
- Al-Mukaffa. Драма. АРБОС. Целовец, 1994.
- Шахријаров прстен. Босанска ријеч. Сарајево, 1996.
- Концерт за птице. Мистична комедија. АРБОС. Целовец-виден, 1997.
- Празник. Либрето. АРБОС-пропланцима. Бељак-Граз, 2005.